# Еве Ківі
Еве Ківі (ест. Eve Kivi; нар. 8 травня 1938, Пайде) — естонська та радянська акторка.

## Із життєпису
Закінчила студію Талліннського театру ім. В. Кінгісеппа (1959).
Активно знімалась у кіно у 1956—1994 рр. (фільми: «Яхти в морі», «Сампо», «Балтійське небо» та ін.). Грала в українських радянських стрічках кіностудії імені О. Довженка: «Людина в прохідному дворі» (1971, т/ф, 4 а), «Адреса вашого дому» (1972).
З 1982 року акторка кіностудії «Таллінфільм», також працювала телеведучою 2-го каналу естонського радянського державного телебачення.
Основне амплуа у радянському кіно — красива, елегантна «західна» (європейська) блондинка, за характером стримана, небагатомовна, з виразним обличчям та мінімумом тексту на екрані. Неофіційно була одним із «секс-символів» радянського кіно. На початку 2000-х років вже у 65-річному віці була в Естонії обрана «національним секс-символом» ХХ ст.
Була двічі одружена, з другим чоловіком, ковзанярем Антсом Антсоном, народила сина Фреда (1968). Кілька років була у близьких стосунках з американо-радянським естрадним співаком Діном Рідом, але за її власними спогадами, радянські органи пропаганди не дозволяли Ріду одружитися на теренах СРСР.

## Фільмографія
- 1956 — «На задвірках» — Роозі
- 1958 — «Капітан першого рангу» — Валя
- 1959 — «Пустотливі повороти» — Еві
- 1959 — «Сампо» — Аннікі
- 1965 — ««Тобаго» змінює курс» — Аліса
- 1970 — «Доля резидента» —  Римма
- 1971 — «Людина в прохідному дворі» — Христина Куслап, співробітниця КДБ
- 1972 — «Адреса вашого дому» — Ірма, дружина Івана-кібернетика
- 1976 — «Життя і смерть Фердинанда Люса» — Ежені Шорнбах
- 1978 — «Особливих прикмет немає» — Альдона, сестра Дзержинського
- 1981 — «На Гранатових островах» — Інга
- 1982 — «Падіння Кондора» — коханка диктатора
- 1988 — «Русалочі мілини» — епізод